# 오세령
오세령(1992년 3월 14일 ~ )는 대한민국의 전 축구 선수로, 포지션은 공격수였었다.